# Добрейшово евангелие
Добрейшово евангелие е среднобългарски илюстрован ръкопис от началото на 13 век. Състои се общо от 175 пергаментни листа.

## История
Четириевангелието няма точна дата, но се предполага, че годината може да е 1221, според една късно добавена приписка. Спорен остава въпросът кой е книжовникът, направил преписа – поп Добрейшо или Вълчо, чието име е било запазено в бележка в ръкописа. На един от листовете се чете и името на Стрезо, но разчитането е съмнително, тъй като на това място текстът е поправян.
През ХІХ век ръкописът е бил в Тулча, Румъния. Една приписка в него сочи, че по-рано е бил в Одрин. По-голямата част (127 листа) сега се намира в Националната библиотека „Св. св. Кирил и Методий“ (НБКМ 17), без да е известен пътят на постъпление. Също така не се знае как са стигнали до старата Народна библиотека в Белград 48 листа, които са били унищожени от пожара в библиотеката след бомбардировка по време на Втората световна война (1941).

## Език
Езикът на евангелието е близък до старобългарския, но показва и някои нови важни черти.

### Фонетични особености
Добрейшовото евангелие отразява изговора на западнобългарски диалект от края на 12-и и началото на 13 век.
- Еровите гласни ъ и ь в края на думата са загубили звуковата си стойност – пишат се често безразборно една вместо друга: домь, доухь, пророкь, радостъ, кораблъ, денъ.
- Предлозите (съ, въ, отъ, изъ, прѣдъ, надъ, безъ) нерядко се пишат слято със следващата дума: снама, снеѫ, стобоѭ, всебѣ, всѫбота, вназаретъ, втиѧ дни, извинограда, изнего, прѣдвъсѣми, наднеѫ, безнарода. Изпускат се ерове пред енклитични местоимения (мѧ, тѧ, сѧ, ми, ти, ны, вы) и частици (же, ли) или кратки глаголни форми (би, бѣ): обличаетмѧ, видѣхтѧ, женѫтсѧ, подобаетми, въздамти, избрахвы, Пилатже, не придетли, могълби, праведенбѣ. Може би при предпоставните показателни местоимения те все още имат някаква звукова стойност: въ тъ денъ.
- Много думи са записани с новобългарското си произношение: вь зборищи (!), празникь (!), непразноѫ, грѣшници, брашно, длъжникъ, праведника, подобно, фторникъ (!), фторы (!), различны (!).
- В отделни случаи еровете изпадат от коренна сричка: разбра сѧ, ѿ пчелъ, вдовица, изгна, призва, двама, оузрѣ, книгы, птицъ, здрави (!), спѫщѧ.
- При коренни срички, при същински наставки и при падежни форми еровите гласни се изясняват: легько, къгда, прикоснѫ сѧ, мении, миренъ, силенъ, противенъ, длъжънь, ѿ старець, младенець, пръвѣнецъ, кротокъ, пѧтокъ, оцетъ, лакотъ, людемъ, четырехь.
- Пред задпоставните показателни местоимения крайните ерови гласни също се изясняват: домотъ, работъ, стоуденецосъ, днесь. Среща се и изясняване на ерове пред анафоричната клитика и: тъ + и > тои, сь + и > сеи: въ тои денъ, тои не остави, тои вы кръститъ; сеи денъ.
- Забелязва се и изравняване на гласежа на ъ и ь. Примерите в текста са много: дьскы/дъскы, дьщерь/дъщерь, лъжи/льжие, льсть/лъсть.
- Наличие на преметнато/вметнато ъ. Според народния изговор се пише: хълмъ, мълчи, есьмь/есъмь, вѣтьрь, Петъръ, мрътьвцѧ, съблазьнь.
- Правилна употреба на носовите гласни в корена на думата – по това Добрейшовото евангелие се отличава от мнозинството среднобългарски паметници.
- Гласеж на ятовата гласна като ja: цаловати, цана.
- Правилна употреба на ы, макар да има случаи на замяна на и с ы – особеност на диалекта.

### Морфология и синтаксис
- Забелязва се смесване на типовете склонения при съществителните имена.
- Замяната на родителен с дателен падеж е редовна: ѿче небеси и земи, въ ѿпоущение грѣхомь. Това явление е характерно за всички балкански езици.
- Замяна на винителен с родителен падеж при ŭ-основи: Видѣшѧ и смокве исъхщѫ искоренна (Марко, XI, 20), Ѥгда проиде въ црькъве (Матей, XXI, 23), но формата за винителен падеж измества старата форма за именителен (любовъ вместо любы).
- Съединяване на показателните местоимения тъ и сь с предходните съществителни преди изясняване на еровете. Примерите са много:

| Стих           | Добрейшово евангелие                                                                       | Зографско четвероевангелие                                                       | Мариинско евангелие                                                       |
| Матей XXIV: 46 | Бл[а]жень работь егоже пришедъ г[оспо]д[и]нъ (свои) ωбрѧщеть тако творѫща.                 | Блаженъ рабъ тъ егоже пришьдъ г[осподин]ь свои обрѧштетъ тако творѧшта.          | Блаженъ рабъ тъ егоже пришьдъ г[оспо]д[и]нъ свои обрѧштетъ тако творѧшта. |
| Лука XII: 43   | Бл[а]жень работь егоже пришедъ г[оспо]д[и]нъ (свои) ωбрѧщеть тако тьворѫща.                |                                                                                  |                                                                           |
| Йоан XVIII: 16 | Петръ же при дверехъ внѣ стоашеи, зыде же оученикотъ, иже бѣ знаимъ старѣишинѣ жречъскомоу | Петръ же стоѣше при двьрехъ вьнѣ, изиде же оученикъ тъ, иже бѣ знаемъ архиереови |                                                                           |
| Марко XV: 39   | и рече въ истинѫ чл[о]вѣкосъ с[ы]нъ божии бѣ.                                              |                                                                                  | рече въ истинѫ чл[овѣ]къ съ с[ы]нъ б[о]жии бѣ.                            |
| Йоан IX: 39    | Рече Г[оспод]ъ пришедъвшимъ: на сѫдь азь придохь въ миросъ.                                | И рече И[соу]с: на сѫдъ азъ въ миръ се придъ.                                    | Рече И[соу]съ: на сѫдъ азъ въ миръ сь придъ.                              |

- Наличие на склоняем задпоставен определителен член, произлизащ от задпоставното показателно местоимение:

| Стих           | Добрейшово евангелие                                                                                           | Зографско четвероевангелие                                                                       | Мариинско евангелие                                                                                               |
| Йоан IV: 12    | Еда ты болеи еси ω[ть]ца нашего Іакова иже дасть намъ студенецосъ и тои ижнего пиетъ с[ы]нове ѥго и скоти его? | (...) о[тьц]а нашего Іѣкова иже дастъ намъ кладѧзь и тъ иж него питъ и с[ы]нове его и скоти его? | Еда ты болеи еси отъца нашего Іѣкова иже дастъ намъ стоуденецъ сь и тъ из него питъ и с[ы]н[о]ве его и скоти его? |
| Матей XXIV: 48 | Аще ли реч[е]ть зльïиωтъ рабь въ срци своемь: моудить мои г[оспо]д[и]нь прити.                                 | Аште ли речетъ зълы рабъ тъ въ сръдьци своемь: моудить мои г[осподи]нъ прити.                    | Аште ли речетъ зълы рабъ въ сръд[ь]ци своемь: кьснитъ мои г[осподи]нъ прити.                                      |
| Йоан XIX: 41   | Бѣ же на мѣстѣ томъ, идеже пропѧшѫ И[соу]са, градъ.                                                            | Бѣ же на мѣстѣ, идеже и пропѧшѧ, врътъпъ.                                                        | Бѣ же на мѣстѣ, идеже и пропѧшѧ, врътъпъ.                                                                         |
| Йоан XVI: 8    | И пришедъ ωнъ и ωбличитъ миросъ ω грѣсѣ и ω правдѣ и ω сѫдѣ.                                                   | И пришѣдъ онъ обличитъ всего мира о грѣсѣ и o пра[в]дѣ и o сѫдѣ.                                 | И пришѣдъ онъ обличитъ мира о грѣсѣ и o правдѣ и o сѫдѣ.                                                          |
| Йоан VII: 11   | Июдеи же искахѫ его въ праздникотъ и гл[агола]хѫ где ѥсть ωнъ.                                                 | Июдеи же искаахѫ его въ праздьникъ и гл[аголаа]хѫ кьде естъ онъ.                                 | Июдеи же искаахѫ его въ праздьникъ и гл[аголаа]хѫ кьде естъ онъ.                                                  |

#### Глаголи
- Рядка употреба на супин, но в Троянската повест (14 век) се среща почти винаги супин вместо инфинитив. Това е по всяка вероятност диалектна особеност.
- Няма промени при окончанията за миналите времена под влияние на морфологични аналогии.
- Стремеж за замяна на причастни конструкции с лични глаголни форми. Това явление е характерно и за съвременния български език. Примерите са много:

| Стих            | Добрейшово евангелие                                                                         | Зографско четвероевангелие                                                             |
| Матей XI: 2 – 3 | Въ врѣмѧ ωно слышавъ Иωань въ ѧзылищи дѣла Х[ристов]а, посла два оученика своıа и рече емоу. | Иоанъ же, слышавъ въ ѫзилишти дѣла Х[ристов]а, пославъ оученикы своими, рече къ немоу. |
| Матей XIV: 28   | Отвѣща же Петръ и рече:                                                                      | Отъвѣштавъ же, Петръ рече емоу:                                                        |
| Матей XV: 36    | И приемь :з: хлѣбь и рыбы, и хвалѫ въздастъ, и прѣломи; и дастъ оученикомь своимь.           | И приимъ :ж: хлѣбь и рыбы, хвалѫ въздавъ, прѣломи; и дастъ оученикомъ своимъ           |
| Матей XV: 39    | И ѿпоущь народы, и влѣзе въ корабь, и прѣиде въ прѣдѣлы магдалыньскы.                        | И отъпоушть народы, вълѣзъ въ корабь и приде въ прѣдѣлы магдаланьскы                   |

### Други особености
- Неправилна употреба на относителното местоимение иже, което има една форма за всички родове.
- Промяна при употребата на някои предлози:
  - Азъ бо до него выны не ωбрѣтаѫ. ПРИ Азъ бо не обрѣтаѭ вь немь вины. (Зогр.) (Йоан, XIX, 6)
  - Чьто же створѫ на И[соу]са, нарицаемаго Х[рист]а? ПРИ Чьто же сътворѭ И[соу]са, нарицаемаего Х[рист]а? (Зогр.) (Матей, XXVII, 22)

## Украса
От четирите миниатюри с изображения на евангелистите, които първоначално са украсявали ръкописа, днес са запазени две: на евангелист Лука и на Йоан Богослов, пред когото е коленичил в молитвена поза поп Добрейшо. Неговата фигура е придружена от надпис „поп Добрейшо се моли на свети Йоан“. Има различни мнения кой е бил поп Добрейшо – книжовникът, преписал ръкописа или този, който го е поръчал. В белградската част на ръкописа е била миниатюрата, представяща евангелист Марко. И стилът на миниатюрите, и тяхната нетрадиционна иконография имат все още неизяснени източници. Особено спорен е безбрадият образ на Добрейшо, който не отговаря на облика на източноправославните свещеници и това е основната, макар и не единствена, причина в миниатюрите да се търсят влияния от западноевропейски ръкописи.
Останалата украса се състои от заставки – две пред съответните евангелия и една пред синаксара, както и от множество инициали с разнообразна украса. Сред тях се открояват онези, които се наричат тератологични (зверинни или чудовищни) и които са характерни за южнославянската ръкописна украса от ХІІІ и първата половина на ХІV век.